# 冷戦 (ドクター・フーのエピソード)
「冷戦」（れいせん、"Cold War"）は、イギリスのSFドラマ『ドクター・フー』の第7シリーズ第8話。脚本はマーク・ゲイティス、監督はダグラス・マッキノンが担当し、BBC One で2013年4月13日に初放送された。
本作では異星人のタイムトラベラー11代目ドクター（演:マット・スミス）と彼のコンパニオンクララ・オズワルド（演:ジェナ・ルイーズ・コールマン）が1983年冷戦中のソビエト連邦の潜水艦に到着する。艦内では氷の戦士の最高司令官スカルダクが確保されており、彼は拘束を解いて人類への逆襲を開始する。
「冷戦」では3代目ドクターの物語 The Monster of Peladon（1974年）以来となる氷の戦士の再登場が描かれた。彼らの再登場はゲイティスのアイディアであり、氷の戦士ですべきことを思いついたゲイティスがエグゼクティブ・プロデューサーのスティーヴン・モファットを説得した。氷の戦士の衣装は改良が加えられたものの、製作チームは彼らの知名度が低いと考えたため、大幅な変更は行われなかった。本作は物語が閉鎖的であったため撮影は潜水艦のセットで2012年6月に行われた。視聴者は737万人で、批評家からは一般に肯定的なレビューを受けた。

## 製作

### 脚本

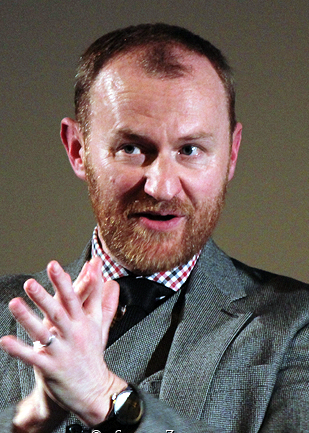
マーク・ゲイティスは氷の戦士の再登場を長らく考えており、本作で実現に至った。

氷の戦士は『ドクター・フー』クラシックシリーズのよく知られた悪役であった。氷の戦士は The Ice Warriors（1967年）と The Seeds of Death（1969年）で2代目ドクター（演:パトリック・トラウロン）と対峙し、The Curse of Peladon（1972年）と en:The Monster of Peladon（1974年）で3代目ドクター（演:ジョン・パートウィー）と遭遇した。番組製作総指揮者スティーヴン・モファットは当初、氷の戦士を再登場させることを躊躇っていた。というのも、氷の戦士は動作が非常に緩慢で、言葉も聞き取れないような喋り方であり、現在の視聴者に受け入れられないと考えていたためである。しかし脚本家のマーク・ゲイティスは氷の戦士の物語のファンであり、彼らを再登場させるためのキャンペーンも行っていた。元々は彼らの別の番組『SHERLOCK』の製作のための電話でゲイティスは氷の戦士でやるべき"非常に巧妙なアイディア"を提示し、モファットもそれを受け入れた。モファットが気に入ったのは潜水艦という舞台設定と、鎧を脱いだ氷の戦士の姿を見せるというアイディアであった。ゲイティスは氷の戦士の時系列にギャップが数多くあると感じ、それを利用して氷の戦士の掘り下げを行った。
ゲイティスは『ドクター・フー』の舞台を潜水艦にすべきだと考えた。エグゼクティブ・プロデューサーのキャロライン・スキナーは物語について「『レッド・オクトーバーを追え!』式の古典的な潜水艦映画の心臓部に巨大な氷の戦士を解き放つ」と表現した。ゲイティスは自身が冷戦の時代を好んでいたことと、1980年代は危機が何度も間近に迫っていた時代であることから、物語の時代設定を冷戦期にした。また、ゲイティスは本作がトラウトンの時期に共通する閉鎖的環境の物語であるとも述べた。また、ターディスが海水に浸って緊急移動した機能HADS（Hostile Action Displacement System、敵対行為変位システム）は、2代目ドクターがクロトンズと遭遇した際に使用した機能である。

### 撮影
「冷戦」の台本の読み合わせは2012年6月6日に行われ、撮影は6月13日に開始された。潜水艦が舞台であったため、1テイクごとにキャストには霧吹きで水が噴きかけられた。登場人物が水浸しになるシーンはキャストに大量の水がかけられた。ジェナ・ルイーズ・コールマンは撮影を楽しみ、マット・スミスは水浸しになることで撮影が容易になったと述べた。コールマンは顔が塗れる、マスカラが擦れるなどして、メイクの工程が全て逆になったと主張した。水中の潜水艦のショットには模型が使用され、上下反対で吊り下げられた状態で撮影された。
他の再登場したモンスターと違い、氷の戦士のデザインには大きな変更が加えられなかった。ゲイティスはオリジナルの基本を維持することを主張し、モファットはオリジナルのデザインは新たな改変を加えるほど十分知られていないと述べた。そのためスカルダクの鎧はオリジナルの司令官版という程度に留められた。Millennium FX のニール・ゴートンは、オリジナルの氷の戦士のデザインについて、レゴブロックのような手と奇妙な細い腕、かさばった体、奇妙なサドルバッグのような臀部を快く思わなかった。また、体の各所から毛皮が飛び出ている点もあり、氷の戦士という印象を抱かなかった。そこれ彼は氷の戦士がもっと牛肉のようで強く見えるようにすべきだと考え、体格をボディビルダーのようにし、手と体のスタイルを鎧のプレートらしく見えるように改変した。オリジナルの衣装にはガラス繊維が使用されていたが、本作では代わりに着心地とダメージの軽減を考慮してウレタンゴムが使用された。衣装は俳優のスペンサー・ウィルディングの体に合わせて特別に製作された。スカルダクの真の姿が映像中に登場したのはわずかなシーンのみであったが、ゴートン曰く製作チームは全身のアニマトロニクスを製作していた。

## 放送と反応
「冷戦」はイギリスでは2013年4月14日に BBC One で初放送された。当夜の視聴者数は573万人で、番組視聴占拠率は28.8%を記録した。タイムシフト視聴者を加算すると視聴者数は737万人に上り、その週に BBC One で放送された番組では第5位となった。さらに、BBC iPlayer では4月中に165万リクエストを記録し、同月では同サービス上で4番目に多く視聴された番組となった。Appreciation Index は84を記録した。
日本では放送されていないが、2013年11月23日から『ドクター・フー』の第5シリーズから第7シリーズにかけての独占配信がHuluで順次開始され、「冷戦」は2014年に配信が開始された。

### 批評家の反応
本作は一般に肯定的なレビューを受けた。ガーディアン紙のダン・マーテインは本作をこの新しいシリーズで暫定的に最高のエピソードであるとし、マーク・ゲイティスの最も良い作品だと述べた。彼は氷の戦士を再登場させたことと、各要素が合わさって緊張感のあるピリピリとした閉鎖的な雰囲気でありつつも心が満たされる内容にばっていることを称賛した。Zap2itのジェフ・バークシャーは「冷戦」がゲイティスの以前の作品「テレビの中に住む女」や「ダーレクの勝利」よりも良いと述べた。彼はゲスト出演者を称賛したが、もう少しキャラクターに深みが欲しかったとコメントした。インデペンデント紙のニーラ・デブナスは「滑らかで知的だ」「映画的な美的感覚と調子があった」と物語を評価した。
ラジオ・タイムズのパトリック・マルケーンはターディスが不在なのにその翻訳機能が働いていることに矛盾を感じたが、全体を通して演技・ビジュアル・物語について肯定的であった。デイリー・テレグラフのギャヴィン・フラーは本作に星4つを付け、「立派に組み立てられていてスリリングだ」と表現した。彼は設定と会話を称賛したが、ソ連のキャラクターは怖ろしいほど取るに足らない人物になっていたと評した。デジタル・スパイのモーガン・ジェフェリーは本作に星5つを付けて「驚くほど保守的な雰囲気ではあるが新鮮でエキサイティングだ」と述べた。彼は2005年に番組が復活して以来『ドクター・フー』に恵みをもたらした最高のゲスト出演者がいると綴り、氷の戦士の再登場を称賛した。The A.V. Club のアラスデア・ウィルキンスは本作をAと評価し、緊張感のある雰囲気や、氷の戦士で新たな演出が採用されたこと、ゲスト出演者の演技、クララの重要性を強調した。
SFX誌のラッセル・レウィンは星4つを付け、セットや演出、氷の戦士を絶賛した。一方で、レウィンは氷の戦士が鎧を脱いだこと以外は典型的な閉鎖環境の物語であり、予想外の展開がなかったとも指摘した。IGNのマーク・スノーは本作に10点満点で8.3点を付けた。彼は氷の戦士の再登場を絶賛し、スカルダクは『ドクター・フー』で最も記憶に残る悪役であるとし、サイコパス的な解決手段や厳しさに触れ、彼の風貌は潜水艦という環境も相まって堂々としたものになっていたと語った。Tor.comのエメット・アシャー＝ペリンは本作にさらに批判的であり、劇中での出来事が少ないと指摘した。彼女はペース配分が杜撰だと述べ、スカルダクは面白い敵ではなかったと述べた。
Doctor Who Magazine 460号では、グラハム・キブル＝ホワイトが賛否両論のレビューをした。彼はアクションが早い段階で起こってその後も継続している点を高く評価し、氷の戦士の肩の毛がなくなったことを残念に感じながらも、彼らの再発明を『ドクター・フー』クラシックシリーズの敵の再登場の中では現時点で最高のものだと評価した。一方、彼は氷の戦士の名誉の概念に不満を抱いたほか、氷の戦士の真の姿が明かされたことを批判した。彼はスカルダクの真の姿が特に記憶に残らないCGIのカメだと述べ、謎に満ちた怪物を明るみに出すとかえって魅力が損なわれてしまうことをBBCが忘れてしまったようだと主張した。彼は本作が番組のタブーを犯している可能性があるとも懸念した。